# Ремонтантность

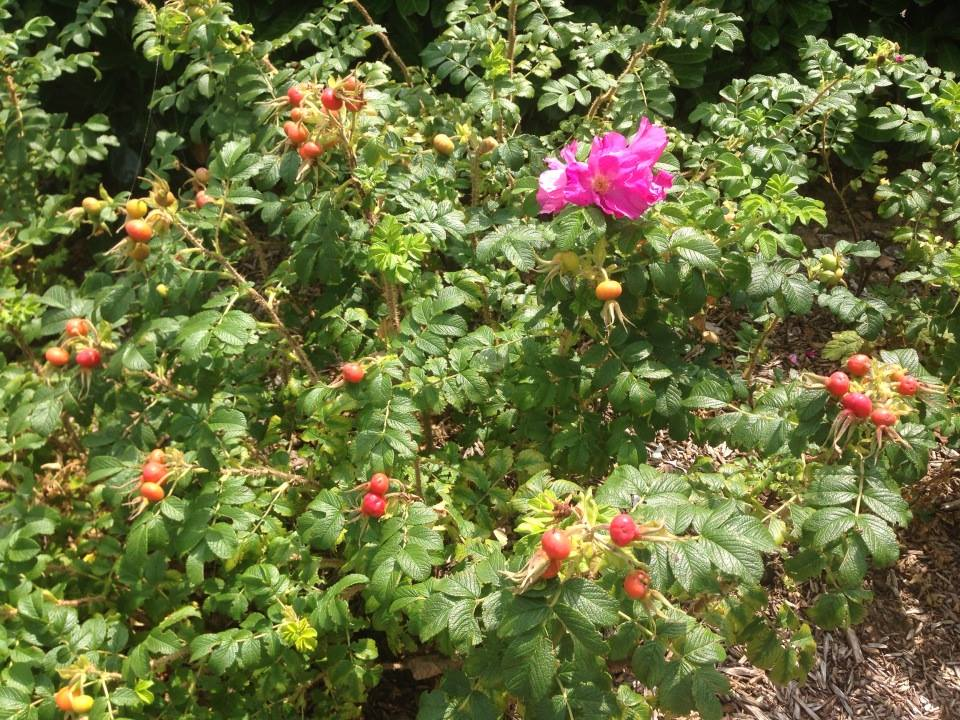
Повторное цветение шиповника морщинистого одновременно с плодоношением

Ремонта́нтность (от фр. remonter — вновь подниматься, снова цвести) — способность растений повторно или неоднократно цвести и плодоносить в течение одного вегетационного периода.
Ремонтантность можно наблюдать у цитрусовых культур, декоративных кустарников (ремонтантные, чайно-гибридные и другие розы, некоторые виды спиреи), ягодных (некоторые сорта малины, земляники) и травянистых растений (бегония вечноцветущая (Begonia semperflorens Link & Otto), агератум, бурачок, лобелия и др.). Период закладки плодовых почек у ремонтантных сортов сильно растянут, цикл развития зачатков цветоносов в условиях высоких летних температур проходит быстро. Редко ремонтантность отмечается у груши, вишни. Цветки и плоды при повторном цветении и плодоношении мельче, у семян плохая всхожесть.